# Christian Poglitsch

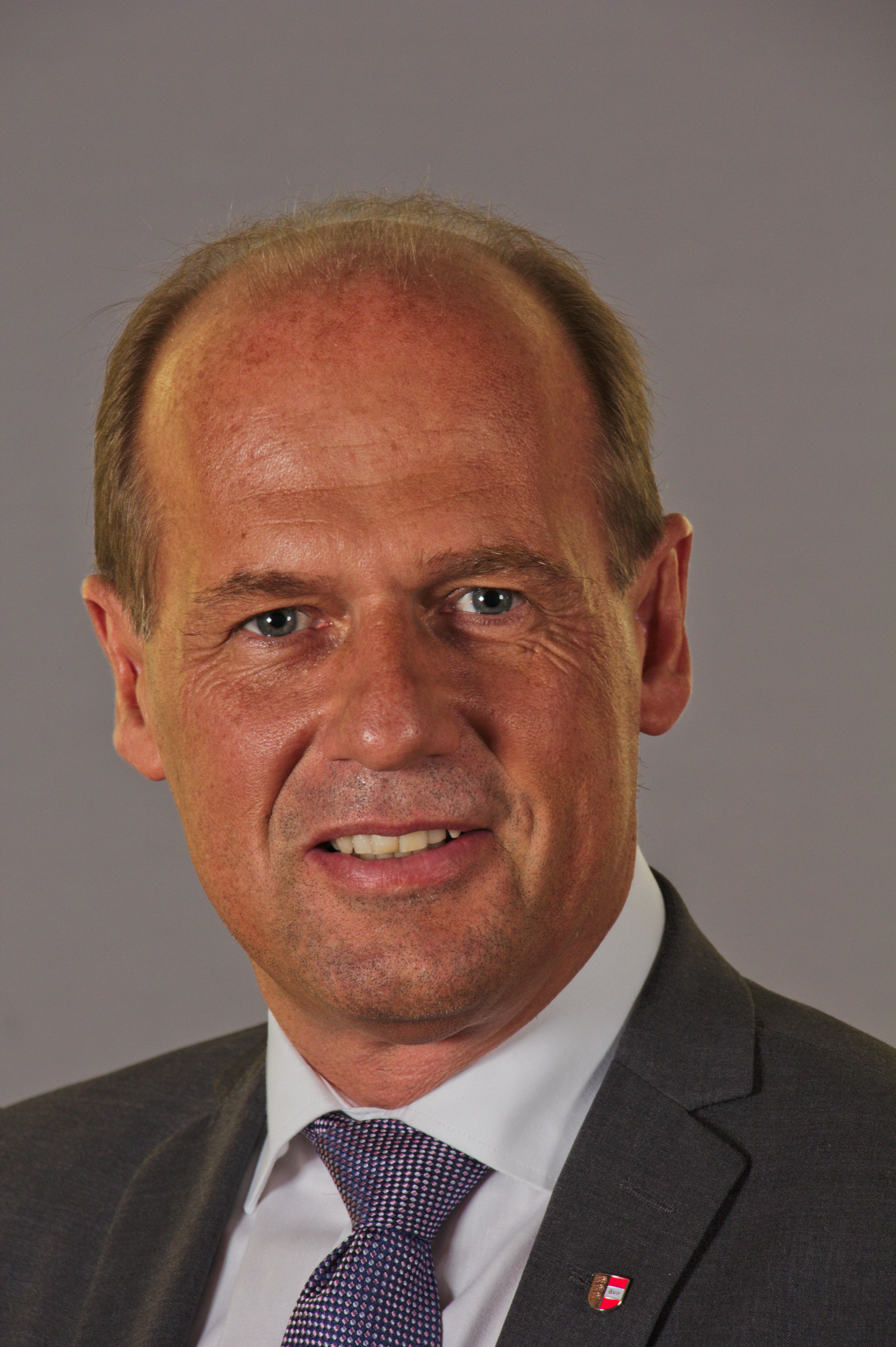
Christian Poglitsch (2017)

Christian Poglitsch (* 13. April 1969) ist ein österreichischer Politiker (ÖVP) und Unternehmer. Poglitsch war von 2009 bis 2013 Abgeordneter zum Kärntner Landtag. Vom 28. März 2013 bis zum 11. April 2018 war er Mitglied des Bundesrates.

## Leben
Poglitsch absolvierte nach der Volks- und Hauptschule die Handelsschule in Villach. Er ist beruflich als Geschäftsführer des Familiencamping Poglitsch aktiv.
Politisch ist Poglitsch seit 2003 als Gemeindeparteiobmann-Stellvertreter und Gemeinderat in Finkenstein aktiv. 2008 wurde er zum Bezirksparteiobmann der ÖVP Villach-Land gewählt. Poglitsch kandidierte bei der Landtagswahl 2009 als Spitzenkandidat im Wahlkreis Villach und schaffte den Einzug in den Landtag. Er wurde am 31. März 2009 als Landtagsabgeordneter angelobt und wechselte am 28. März 2013 in den Österreichischen Bundesrat. Nach der Landtagswahl in Kärnten 2018 schied er aus dem Bundesrat aus.
Seit der Gemeinderatswahl 2015 ist er Bürgermeister der Gemeinde Finkenstein am Faaker See. Dort stellt die ÖVP das erste Mal seit 61 Jahren wieder den Bürgermeister.
Als Zweiter Präsident des Kärntner Gemeindebundes vertritt er den Verband im Finanzausschuss des Österreichischen Gemeindebundes. Seine Bereiche sind Wirtschaft und Tourismus, Bildung, Jagd und Fischerei.
Poglitsch ist verheiratet und Vater von zwei Kindern. Er lebt in Faak am See.